# Литвиненко Олександр Євгенович
Литвиненко Олександр Євгенійович — український науковець. Завідувач кафедри комп'ютеризованих систем управління НАУ. Доктор технічних наук, професор.
Освіта: Харківський інститут радіоелектроніки, рік закінчення 1972, спеціальність «Електронні обчислювальні машини», кваліфікація інженер-електрик, диплом Ч № 587812 (з відзнакою), дата видачі 13.06.1972 р.
Кандидат технічних наук, спеціальність 05.13.01 «Технічна кібернетика та теорія інформації», тема дисертації «Методи оптимізації планових рішень в автоматизованих системах управління транспортною діяльністю цивільної авіації», диплом ТН № 031169, дата видачі 25.07.1979.
Доцент за кафедрою автоматизованих систем управління виробництвом, атестат ДЦ № 063224, дата видачі 11.05.1983.
Доктор технічних наук, спеціальність 05.13.06 «Автоматизовані системи управління», тема дисертації «Методи вироблення рішень в інтелектуальних системах оперативного управління транспортною діяльністю авіапідприємств», диплом ДН № 000668, дата видачі 21.06.1993.
Професор за кафедрою комп'ютеризованих систем управління, атестат ПР № 002161, дата видачі 17.04.2003.

Професійний досвід: Стаж роботи в області інформаційних технологій з 1972 року.
На даний час завідувач кафедри комп'ютеризованих систем управління Національного авіаційного університету.
У 1972 році закінчив з відзнакою Харківський інститут радіоелектроніки.
У 1972—1974 роках працював інженером НДЧ на кафедрі технічної кібернетики Київського інституту інженерів цивільної авіації (КІІЦА, нині НАУ).
З 1974 по 1977 рік — аспірант денної форми навчання на вказаній кафедрі.
Після закінчення аспірантури призначений на посаду асистента технічної кібернетики КІІЦА.
30 січня 1979 року на засіданні спеціалізованої ради Харківського інституту радіоелектроніки Д 068.37.01 захистив дисертацію на здобуття наукового ступеня кандидата технічних наук за темою «Методи оптимізації планових рішень в автоматизованих системах управління транспортною діяльністю цивільної авіації».
З 1980 по 1990 рік — доцент кафедри технічної кібернетики (згодом кафедри автоматизованих систем управління виробництвом) КІІЦА.
З грудня 1990 по листопад 1993 року — докторант на вказаній кафедрі.
21 червня 1993 року на засіданні спеціалізованої ради Київського політехнічного інституту Д 068.14.07 захистив дисертацію на здобуття наукового ступеня доктора технічних наук за темою «Методи вироблення рішень в інтелектуальних системах оперативного управління транспортною діяльністю авіапідприємств».
У період з 1994 по 2001 рік займав керівні посади на підприємствах та в організаціях недержавної форми власності, одночасно працюючи за сумісництвом у КІІЦА на посадах доцента, а потім професора кафедри автоматизованих систем управління виробництвом.
З вересня 2001 року — завідувач кафедри комп'ютеризованих систем управління НАУ, створеної у 2000 році шляхом злиття трьох кафедр: технічної кібернетики, автоматизованих систем управління повітряним рухом, а також теорії автоматичного управління та авіаційної автоматики.
З 2003 по 2012 рік виконував обов'язки декана факультету комп'ютерних систем НАУ.
Нагороди: Почесна грамота Кабінету Міністрів України, № 20526 від 30.09.2010 року.
Лауреат Державної премії України в галузі науки і техніки, Указ Президента України № 279/2013, диплом № 6840.
Наукові інтереси: Системи прийняття рішень;
Методи та алгоритми штучного інтелекту;
Комбінаторна оптимізація.